# Joeys Island
Joeys Island ist eine Insel im Bluff Harbour auf der Südinsel von Neuseeland.

## Geographie
Die 10 Hektar große Insel befindet sich im verlandenden Teil des Bluff Harbour. Die kleine, sehr schmale, nach Nordnordost weisende Landzunge der Insel endet an einem kleinen Priel, der die Insel lediglich 28 m vom Festland trennt. Joeys Island besitzt eine Länge von rund 1100 m in Südwest-Nordost-Richtung und kommt auf eine maximale Breite von rund 160 m am westlichen Ende.
Die Insel ist bewaldet und verfügt an ihrer südlichen und östlichen Seite über einen bis zu 15 m breiten durchgehenden Sandstrand.